# 13. bersaljerski polk (Italija)
13. bersaljerski polk (izvirno italijansko 13º Reggimento di Bersaglieri) je bil bersaljerski polk Kraljeve italijanske kopenske vojske.